# Матросово (Полесский район)
Матросово (до 1946 г. — Гильге, нем. Gilge) — посёлок сельского типа Полесского района Калининградской области. Расположен на берегу Куршского залива в месте впадения реки Матросовки.

## История
Гильге впервые упоминается в 1411 году. В 1497 году посёлок получил права. Входил в состав Восточной Пруссии. После Второй мировой войны вошёл в состав СССР.

## Население
| 2002 | 2010 |
| ---- | ---- |
| 122  | ↘116 |

## Этимология названия
Название Гильге происходит от прусских слов gilus, gilin, gillis, что означает низина.

## Транспорт
Автобусный маршрут № 5, пролегающий по дамбе вдоль Полесского канала через посёлки Стройный, Ильинка, Беломорское, Красное, Разино, Головкино и далее через понтонный мост, связывает Матросово с Полесском.